# Vodu cubano
vodu cubano é uma religião indígena de Cuba. É uma religião formada a partir da mistura de crenças fons e jejes que veio a formar o Vodu haitiano. Da imigração haitiana a Cuba, a religião Vodu haitiano chegou a Cuba e evoluiu para uma nova prática religiosa única. Os loás são adorados pelos praticantes da religião. vodu cubano é notável por sua popularidade na província do Oriente de Cuba e pela falta de estudo acadêmico da religião.
Embora muitas das práticas venham dos imigrantes haitianos que levam Vodu haitiano a Cuba, as práticas cubanas diferem em alguns aspectos. Por exemplo: feitos de força são mais comuns em cerimônias e movimentos de dança diferem. vodu cubano é composto de três divisões: a "Divisão Indígena Americana", cujos espíritos são de origem americana (geralmente se refere a espíritos taínos); a Divisão Africana, cujos espíritos são de origem africana (usualmente espíritos fons e jejes); e a  Divisão Europeia , cujos espíritos são de origem europeia (usualmente espíritos Espanhóis).